# Mimosybra triguttata
Mimosybra triguttata är en skalbaggsart som först beskrevs av Aurivillius 1927.  Mimosybra triguttata ingår i släktet Mimosybra och familjen långhorningar.
Artens utbredningsområde är Filippinerna. Inga underarter finns listade i Catalogue of Life.